# Callitriche compressa
Callitriche compressa är en grobladsväxtart som beskrevs av N.E. Brown. Callitriche compressa ingår i släktet lånkar, och familjen grobladsväxter. Inga underarter finns listade i Catalogue of Life.